# Бой у Мейссена
Бой у Мейссена — сражение у Мейссена 4 декабря 1759 года, локальный эпизод Семилетней войны.
Небольшой деташемент прусского генерала Дирике (3 батальона пехоты), направленный для охраны переправы через Эльбу, был окружён у Заксендорфа недалеко от Мейссена намного превосходящим его по силам корпусом австрийского генерала Бека, подошедшего из окрестностей Циттау. Ледоход на Эльбе отрезал прусским силам путь к бегству. После короткого ожесточённого боя прусский корпус был полностью уничтожен. 1500 человек во главе с командиром корпуса, генералом Дирике, попали в плен. Точные силы противников, равно как и потери сторон убитыми и ранеными, неизвестны. Прусский батальон имел, по нормам, приблизительно 800 солдат, учитывая, что в военное время численный состав батальонов вряд ли достигал нормативных показателей, можно принять, с большей или меньшей степенью вероятности, что силы Дирике не превышали 2000 человек.
Этот инцидент, незначительный сам по себе, заслуживает упоминания, поскольку он произошёл через две недели после сражения при Максене, где в плен сдались 15 тысяч прусских солдат. В свою очередь, Максен последовал вскоре за разгромным поражением пруссаков при Кунерсдорфе. В конце 1759 года, казалось, всё объединилось против Фридриха, чтобы лишить его остатков его армии. Потери в живой силе были для пруссаков намного чувствительней, чем для их противников: команды прусских вербовщиков рыскали чуть ли не по всей Европе, не останавливаясь перед обманом (выдача фальшивых офицерских патентов) и прямым похищением людей, в занятой Саксонии развернулась настоящая охота на молодых мужчин, пленных солдат противника силой заставляли принимать присягу прусскому королю — и всё же людей катастрофически не хватало. В этих условиях потеря 2000 солдат являлась серьёзной утратой.
И ещё одно разочарование ожидало Фридриха: после стольких успехов австрийский главнокомандующий граф Даун не думал уходить на зимние квартиры в Богемию, как на то рассчитывал прусский король, а остался в окрестностях Дрездена. Обе армии, австрийская и прусская, зимовали, стоя друг против друга, в Саксонии.